# Žalkovice
Žalkovice (en allemand : Zialkowitz, de 1939 à 1945 : Schalkowitz) est une commune du district de Kroměříž, dans la région de Zlín, en République tchèque. Sa population s'élevait à 588 habitants en 2025.

## Géographie
Žalkovice se trouve à 10 km au nord-nord-est de Kroměříž, à 10 km au sud de Přerov, à 24 km au nord-ouest de Zlín et à 230 km au sud-est de Prague.
La commune est limitée par Vlkoš et Říkovice au nord, par Stará Ves à l'est, par Břest au sud et par Kyselovice à l'ouest.

## Histoire
La première mention écrite du village date de 1221.

## Transports
Par la route, Žalkovice se trouve à 10 km de Kroměříž, à 33 km de Zlín, à 72 km de Brno et à 278 km de Prague.

## Source
- (cs) Cet article est partiellement ou en totalité issu de l’article de Wikipédia en tchèque intitulé « Žalkovice » (voir la liste des auteurs).